# NGC 7803
NGC 7803 este o galaxie situată în constelația Pegas. A fost descoperită în 5 august 1886 de către Lewis A. Swift. Se află la o distanță de 77,7 de megaparseci de Pământ.